# باغ گراگر
باغ گراگر نام روستایی از توابع بخش مرکزی شهرستان جهرم در استان فارس است.

## جمعیت
این روستا در دهستان جلگاه قرار دارد و براساس سرشماری مرکز آمار ایران در سال ۱۳۹۵، جمعیت آن ۲۷۸ نفر (۷۴ خانوار) بوده‌است.